# 사치헤레

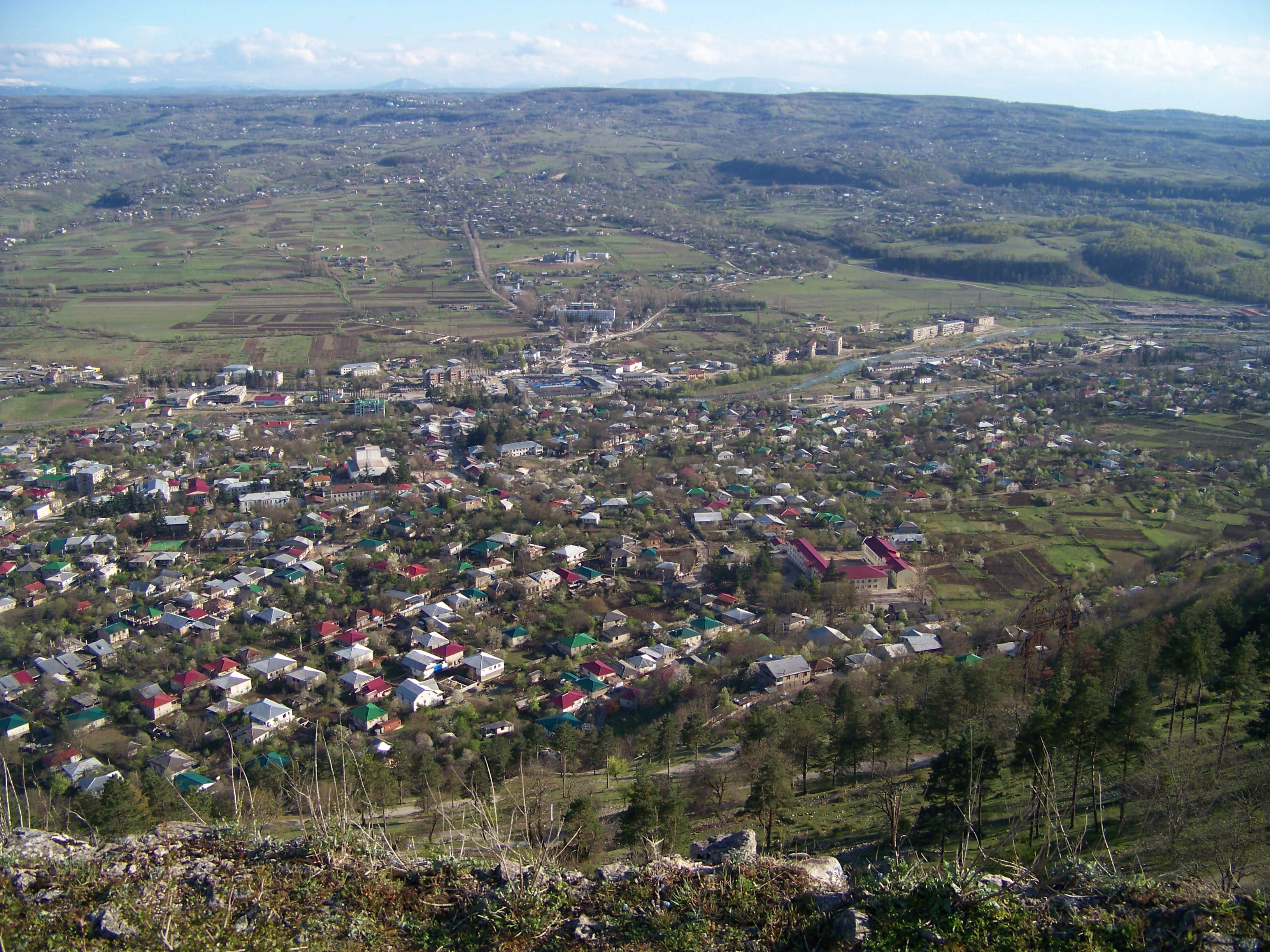
사치헤레

사치헤레(조지아어: საჩხერე)는 조지아 이메레티 주에 위치해 있는 도시로, 사치헤레의 인구는 2014년 기준으로 6,140명이다.

## 같이 보기
- 이메레티주